# Tokischa
Tokischa Altagracia Peralta Juárez, nota semplicemente come Tokischa (San Felipe de Puerto Plata, 17 marzo 1996), è una rapper dominicana.
I testi delle sue canzoni e la sua immagine pubblica sono state spesso catalogate come controverse e/o liberatorie dalla stampa internazionale, che le ha dedicato numerosi articoli. Ha collaborato, in qualità di co-autrice e co-protagonista e interprete, con vari artisti molto noti quali Eladio Carrión, Rosalía, J Balvin, Anuel AA, Ñengo Flow, Nathy Peluso e Madonna.

## Biografia
Tokischa è nata nel 1996 e ha trascorso la maggior parte dell'infanzia e dell'adolescenza a Los Frailes, un quartiere popolare di Santo Domingo, sulla costa meridionale della Repubblica dominicana. Dopo aver studiato belle arti e recitazione, a 16 anni ha iniziato la carriera di modella; ha lavorato anche per un anno in un call centre. Tokischa si definisce bisessuale.

## Discografia

### Singoli
Come artista principale
- 2018 – Pícala (con Tivi Gunz) (2018)
- Que Viva (con Químico Ultramega) (2018)
- Empatillada (con Jamby el Favo) (2019)
- Twerk (con Eladio Carrión) (2019)
- Amor y dinero (con El Jincho) (2020)
- Varón (2020)
- Desacato Escolar (con Yomel El Meloso) (2020)
- El Rey de la Popola (con Rochy RD) (2020)
- Yo No Me Voy Acostar (con La Perversa e Yailin la más viral) (2021)
- No Me Importa (con Secreto el Famoso Biberón) (2021)
- Tukuntazo (con Haraka Kiko e El Cherry Scom) (2021)
- Perra (con J Balvin) (2021)
- 2021 – Linda (con Rosalía)
- Singamo (con Yomel El Meloso) (2021)
- Sistema Del Patio (con 3730) (2022)
- Hola (con Eladio Carrión) (2022)
- Delincuente (con Anuel AA e Ñengo Flow) (2022)
- 2023 – La muerte (con Luísa Sonza)
- 2024 – Ride or Die, Pt. 2 (con Sevdaliza e Villano Antillano)

Collaborazioni
- Mala (con Nino Freestyle) (2020)
- BELLACA PUTONA (con Químico Ultramega) (2021)
- No Me Falles (con Amenazzy) (2021)
- Toy Eléctrica (con Rosmailin Wa) (2022)
- La Combi Versace (con Rosalía) (2022)
- ESTILAZO (con Marshmello) (2022)
- 2022 – Somos iguales (con Ozuna)
- 2022 – Hung Up on Tokischa (con Madonna)[15]